# Рубеж (береговой ракетный комплекс)
«Рубе́ж» (индекс ГРАУ 4К51, по кодификации НАТО: SSC-3 «Styx») — мобильный береговой ракетный комплекс с противокорабельной крылатой ракетой «П-15М». Принят на вооружение береговых ракетно-артиллерийских войск ВМФ СССР в 1978 году, активно поставлялся на экспорт в 1980-х годах.

## Разработка и испытания
Разработка нового мобильного берегового комплекса с крылатой ракетой П-15М была начата МКБ «Радуга» совместно. Ранее принятый на вооружение «Редут» с сверхзвуковой ПКР П-35 был запрещён к экспорту, и «Рубеж» должен был заменить в поставках за рубеж устаревшую «Сопку».
В 1974 году для испытаний комплекса на Черноморском флоте был образован 1267-й отдельный береговой ракетный дивизион. Пуски проходили в Крыму в районе мыса Фиолент, всего в 1975—1977 годах было проведено 23 пуска (в том числе 4 бросковых).
Постановлением Совета Министров СССР № 853—875 от 22 октября 1978 года комплекс был принят на вооружение ВМФ СССР.

## Эксплуатация
Несмотря на изначальную экспортную направленность, «Рубеж» в 1980-х годах заступил на вооружение всех четырёх советских флотов, рассматриваясь как более мобильная и недорогая альтернатива «Редуту». После распада СССР эти комплексы перешли к России и Украине.
Экспортные версии с ракетами П-21/П-22 в 1980-х получили как страны ОВД (ГДР, Болгария, ПНР, Румыния), так и не входящие в него государства: Югославия, Куба, Вьетнам, Индия, Ливия, Сирия, Алжир, Йемен и другие.

## Описание комплекса
В штатный состав дивизиона комплекса входит 4 самоходные пусковые установки 3С51, 4 транспортно-заряжающие машины и опционально—обзорная РЛС большой дальности на вышке 40В6.
Пусковая установка 3С51 была разработана в московском «КБ Машиностроения». На тяжёлом колёсном шасси повышенной проходимости с формулой 8×8 МАЗ-543 размещались все основные элементы комплекса: кабина управления с РЛС 3Ц51 «Гарпун» (дальность обнаружения-до 100 км), газотурбинная установка электропитания и поворотная платформа с двумя контейнерами для ракет КТ-161. Основная часть электронных систем перекочевала в почти неизменном виде с ракетных катеров проекта 205У. В отличие от более ранних «Сопки» и «Редута», установка автономна и может независимо от машин дивизиона обнаруживать и обстреливать надводные цели.
В начале 80-х 3С51 в производстве заменила СПУ 3С51М, отличающаяся использованием усовершенствованного шасси МАЗ-543М.
Перевод СПУ в боевое положение занимает до 5 минут, при этом с помощью электрического подъёмника мачта с антенной РЛС поднимается на высоту в 7,3 метра, а контейнеры разворачиваются в положение для пуска (возможен поворот на ±110° относительно кормы с углом возвышения до 20°).
Штатно в двух контейнерах КТ-161 находится одна крылатая ракета П-15М (3М51) с активной радиолокационной ГСН и одна П-15М (3М51ТГС) с тепловой ГСН «Снегирь», их экспортные варианты известны как П-21/П-22. Все они имеют одинаковую механику полёта: при пуске ракета выбрасывается из контейнера твердотопливным ускорителем, далее раскрываются крылья и запускается ЖРД. С их помощью набирается скорость и высота, далее по мере выработки топлива отстреливается ускоритель, и ПКР снижается для маловысотного маршевого полёта (25, 50 или 250 метров — в зависимости от введённого перед стартом). Параметры полёта удерживаются с помощью инерциальной системы управления, по прибытии же в заданный район включается головка самонаведения, которая обнаруживает и захватывает цель. При её поражении ракета делает «горку» с целью удара в палубу, фугасная боевая часть инициируется контактным взрывателем.

## Тактико-технические характеристики
- Дальность поражения: 8 км (минимальная), 80 км (максимальная)
- Сектора обстрела каждого из дивизионов: 360°
- Время перехода в боевое положение: 5 минут
- Количество пусковых установок: 4
- Боекомплект ракет: 16 (8 на ПУ и 8 на ТЗМ)
- Характеристики крылатой ракеты П-15М:
- Размеры:

- Длина: 6,565 м
- Размах крыльев: 2,5 м
- Диаметр: 0,78 м

- Стартовая масса: 2523 кг
- Масса боевой части: 513 кг или ядерная 15 кт
- Скорость полёта: 1100 км/ч (0,9 М)
- Высота маршевого участка полёта: 25/50/250 м
- Наведение: инерциальное/АРГСН или ИКГСН

## Операторы
- Россия Россия — некоторое количество, по состоянию на 2018 год [2].

- 854-й отдельный береговой ракетный полк 11-й отдельная береговая ракетно-артиллерийская бригада Черноморского флота (Севастополь)
- 25-й отдельный береговой ракетный полк Балтийского флота (пос. Донское)
- 536-я отдельная береговая ракетно-артиллерийская бригада Северного флота (Снежногорск)
- 830-й отдельный береговой ракетно-артиллерийский дивизион 520-й отдельной береговой ракетно-артиллерийской бригады Тихоокеанского флота (о. Сахалин)

- Куба — 4 4K51 Rubezh (SS-C-3 Styx), по состоянию на 2017 год[3].
- Сирия — некоторое количество, по состоянию на 2017 год[4].
- Вьетнам — некоторое количество, по состоянию на 2017 год[5].

### Бывшие операторы
- Алжир
- Болгария
- ГДР
- Египет — с 2009 года; куплены комплексы, ранее стоявшие на вооружении в Черногории.
- Йемен
- Ливия
- Польша
- Румыния
- Украина — бывший с 2014 года; комплексы перешли на вооружение ВМФ РФ[источник не указан 1117 дней]